# Un million de raisons
Un million de raisons (This Magic Moment) est un téléfilm américain diffusé aux États-Unis le 17 août 2013 sur Hallmark Channel et en France le 6 août 2013 sur M6.

## Synopsis
Lorsqu'une équipe de tournage d'Hollywood pose ses caméras dans sa petite ville, Clark voit son rêve d'être scénariste et de croiser la belle Helena Harris devenir réalité. Car le hasard fait bien les choses : il remplace un figurant et se retrouve dans les bras de la belle actrice, qui en profite pour faire enrager son ex-compagnon, Roberto Molinez. Alors que leur «liaison» fait la une des magazines, Clark voit débarquer en ville Émilie, son amour de jeunesse.

## Fiche technique
- Titre original : This Magic Moment
- Réalisation : David S. Cass Sr.
- Scénario : Gary Goldstein
- Photographie : James W. Wrenn
- Pays : États-Unis
- Durée : 90 minutes

## Distribution
- Diane Neal (VF : Laëtitia Lefebvre) : Helena Harris
- Travis Schuldt (VF : Yann Guillemot) : Clark Gable
- Alaina Huffman (VF : Charlotte Marin) : Emily McIntyre
- Brook Kerr : Gina Verano
- Charles Shaughnessy (VF : Jean Roche) : Doyle Duncan
- Vincent Spano (VF : Gérard Malabat) : Roberto Molinez
- Molly Burnett (en) (VF : Julie Turin) : Justine Gable
- Robin Riker (VF : Brigitte Aubry) : Maryellen Gable
- Mitchell Fink (VF : Antoine Nouel) : Phil Travers

Sources et légende : Version française selon le carton de doublage français.